# José Maria Sá Lemos
José Maria de Sá Lemos (Mafamude, 1892 - 1971) é um escultor português. Casou no ano de 1917 com Laura Cristina Agrelos Meireles (sobrinha do escultor Teixeira Lopes), tendo duas filhas (Teresa Emilia Meireles Lemos e Laurinda Meireles Lemos). Foi professor e director da Escola Industrial Antonio Sergio e director da Escola de Artes e Oficios em Estremoz, onde teve papel primordial na recuperação dos Bonecos de Estremoz. Morreu em 1971 aos 79 anos em sua ultima morada, na Rua Almeida Costa.